# Mittenothamnium nanopolymorphum
Mittenothamnium nanopolymorphum är en bladmossart som beskrevs av Jules Cardot 1913. Mittenothamnium nanopolymorphum ingår i släktet Mittenothamnium och familjen Hypnaceae. Inga underarter finns listade i Catalogue of Life.